# Signaturdefekt
Der Signaturdefekt misst im mathematischen Teilgebiet der Differentialtopologie die Korrektur einer Singularität zur Signatur.
Friedrich Hirzebruch führte den Signaturdefekt im Jahr 1973 für Cusp-Singularitäten von Hilbertschen Modulflächen ein. Michael Atiyah, Harold Donnelly und Isadore Singer definierten im Jahr 1983 den Signaturdefekt des Randes einer Mannigfaltigkeit als ihre Eta-Invariante und zeigten, dass sich der Hirzebruchsche Signaturdefekt einer Cusp-Singularität einer Hilbertschen Modulfläche durch die Auswertung einer Shimizuschen L-Funktion bei {\displaystyle s=0} oder {\displaystyle s=1} ausdrücken lässt.